# Jesús Huerta de Soto
Jesús Huerta de Soto Ballester (Madrid, España; 23 de diciembre de 1956) es un funcionario público, economista, abogado y escritor español, representante de la escuela austriaca y catedrático de economía política en la Universidad Rey Juan Carlos (URJC).

## Biografía

### Estudios
En 1978 recibió la Licenciatura en ciencias económicas y empresariales y Licenciatura en Derecho en la Universidad Complutense de Madrid. En el mismo año, 1978, recibió el título de Actuario de Seguros por la Universidad Complutense de Madrid. En 1983 culminó un Master of Business Administration en la Stanford University en California EE. UU. En 1984 se doctoró en Derecho por la Universidad Complutense de Madrid. En 1985 Becado por el Banco de España obtuvo el título de MBA en ciencias actuariales de la Universidad de Stanford. En 1992 se doctoró en Ciencias Económicas y Empresariales por la Universidad Complutense de Madrid con la lectura de Socialismo, cálculo económico y función empresarial, una tesis dirigida por Pedro Schwartz.

### Carrera profesional en el sector público
Habiendo intentado, y fallado, las oposiciones al cuerpo de letrados del Consejo de Estado en 1979, Huerta de Soto es funcionario público desde 1988, fecha en que, finalmente, logró sacar la plaza de profesor titular de Economía Aplicada en la Universidad Complutense de Madrid. Desde el año 2000, y siempre dentro del sector público, Huerta de Soto es catedrático de Economía Política en la Universidad Rey Juan Carlos de Madrid, universidad en la que dirige el Máster Oficial de Economía de la Escuela Austriaca.

### Herencia y fortuna personal
En el ámbito privado, Huerta de Soto es el heredero de la aseguradora España SA, Compañía Nacional de Seguros, compañía de la cual es el único accionista registrado y que además preside. Tanto la compañía como el cargo de presidente de la misma los heredó de su padre, Jesús Huerta Ballester, quien, a su vez, los había heredado del abuelo, Jesús Huerta Peña, quien fundara la empresa en 1928.
Su participación accionarial en la aseguradora mediante su condición de heredero de la misma hacen que la fortuna de Huerta de Soto se ubique en torno a los 305 millones de euros en 2025, siendo considerada la 229ª mayor fortuna de España en ese año.

### Afiliaciones
Huerta de Soto pertenece al Instituto Ludwig von Mises, ha sido patrono de la Fundación Instituto Madrileño de Estudios Avanzados (IMDEA) de Ciencias Sociales, y fue vicepresidente de la Sociedad Mont Pelerin (2000-2004), a la que pertenece actualmente. Igualmente pertenece a los consejos editoriales del Quarterly Journal of Austrian Economics, del Journal of Markets and Morality y de la revista New Perspectives of Political Economy. También colabora muy cercanamente con el Instituto Juan de Mariana en Madrid desde su fundación en el año 2005. En octubre del año 2011 anunció su afiliación al Partido Libertario.
Varias de sus clases en la Universidad Rey Juan Carlos fueron grabadas y subidas a la plataforma Youtube por Fernando Díaz Villanueva. Dichos vídeos posteriormente sirvieron al economista y presidente argentino Javier Milei para conocer las ideas de Huerta de Soto, el que desde entonces ha sido una de las principales influencias del argentino en cuanto a su pensamiento económico.

### Principales contribuciones
Desde mayo de 2004 es fundador y director de la revista académica Procesos de Mercado: revista europea de economía política.
Entre sus aportaciones más conocidas destaca su análisis teórico sobre la función empresarial y la "imposibilidad del socialismo", presentado en su libro Socialismo, Cálculo Económico y Función Empresarial. También destacan sus contribuciones al desarrollo de la Teoría Austriaca del ciclo económico en su libro Dinero, Crédito Bancario y Ciclos Económicos y la elaboración de la teoría de la eficiencia dinámica en su libro The Theory of Dynamic Efficiency.
Huerta de Soto sostiene que el análisis de la realidad social requiere la combinación correcta de los siguientes tres enfoques: teórico (Ludwig von Mises), histórico-evolutivo (Friedrich Hayek) y ético (Murray Rothbard). Las obras de Jesús Huerta de Soto han sido traducidas a veintiún idiomas, incluidos el ruso, chino, japonés y árabe. Ideológicamente, el profesor Huerta de Soto defiende la superioridad teórica del anarcocapitalismo sobre el liberalismo clásico. También respalda la necesidad de una liberalización económica completa y una reforma total del sistema financiero: el retorno al patrón oro y el coeficiente de caja del 100% para la banca en relación con los depósitos a la vista y sus equivalentes.
Junto con otros pensadores, como Murray Rothbard, considera que la Escuela de Salamanca del Siglo de Oro Español fue el principal antecedente filosófico, jurídico y económico de la Escuela Austriaca en general y, en particular, del Liberalismo Económico, pudiendo considerarse como la cuna de lo que hoy llamamos "ciencia económica". En el campo de la economía aplicada, es muy conocida la defensa que hace Huerta de Soto del euro por actuar como un "proxy" del patrón oro, capaz de disciplinar a políticos, burócratas y grupos de interés. También destaca su análisis de los efectos de “japonización” que está teniendo la actual política monetaria ultralaxa del Banco Central Europeo, desarrollado en su artículo sobre La japonización de la Unión Europea.
Huerta de Soto ha logrado crear una nutrida escuela de jóvenes académicos y discípulos. Entre ellos destacan los profesores y doctores Philipp Bagus, Miguel Ángel Alonso Neira, David Howden, Gabriel Calzada, Javier Aranzadi del Cerro, Óscar Vara Crespo, Adrián Ravier, Juan Ramón Rallo, María Blanco y Miguel Anxo Bastos, a la mayoría de los cuales ha dirigido sus respectivas tesis doctorales.

### Teoría del equilibrio general
El economista Leland B. Yeager ha citado a Huerta de Soto como un ejemplo de desprecio en economía. Yeager afirma que Soto desprecia la teoría del equilibrio general, citando un pasaje en el que Soto se refiere al "análisis pernicioso" del equilibrio de precios en "la intersección de curvas o funciones misteriosas que carecen de existencia real ... incluso en las mentes de los actores involucrados"

### Ciclo económico austriaco y banca de reserva completa
Huerta de Soto aboga por la Banca de reserva 100 %, un sistema en el que los requisitos de reserva del 100% para los bancos evitarían cualquier expansión del crédito.
En 2006, Huerta de Soto escribió un libro de 876 páginas sobre el tema, publicado en inglés por el Instituto Mises como Money, Bank Credit, and Economic Cycles, el también economista, Samuel Gregg, revisó el libro escribiendo que "la extensión de este texto exigirá mucho tiempo y concentración de lectores que deseen absorber completamente sus ideas. Ciertamente, hay un elemento de repetición en diferentes puntos. Esto tiende, sin embargo, para reflejar la determinación de Huerta De Soto de demostrar que las dimensiones morales, legales y económicas del dinero, el crédito y la banca no pueden separarse artificialmente entre sí sin correr el riesgo de perder una comprensión sólida del tema". En la revista New Perspectives on Political Economy, Ludwig van den Hauwe sugirió que "e incluso si puede ser difícil en este momento evaluar de manera precisa el efecto que tendrá el libro en la profesión económica en general, puede haber sin duda, el libro está destinado a convertirse en un clásico, tanto en virtud de los temas que se tratan como en virtud de la forma en que se tratan: exhaustiva y autoritariamente "
Larry J. Sechrest en la revisión del libro de Huerta de Soto, también publicado por el Instituto Mises, declaró que el autor intentó proporcionar una "prueba definitiva y decisiva" de que la banca de reserva fraccional es incompatible con los derechos de propiedad privada, la moral y una economía estable. Sechrest escribió que, aunque Huerta de Soto presentó una investigación minuciosa de la teoría jurídica, la historia bancaria, los ciclos económicos y la doctrina teológica medieval, gran parte de ella es irrelevante para la tesis del libro. Sechrest concluye: "Sobre todo, Huerta de Soto se niega a considerar incluso la posibilidad de que los clientes de los bancos hayan estado dispuestos a enfrentar cierta exposición al riesgo a cambio de los beneficios que los bancos de reserva del 100 por ciento no pueden proporcionar" y cree que "El argumento de De Soto es que no existe libertad contractual si el contrato perjudica a terceros, que es lo que el juzga que sucede al generarse una expansión crediticia artificial y nuevos medios de pago ex nihilo que devaluan la moneda en perjuicio de casi toda la sociedad: " De la misma manera, un «contrato» libre y voluntario entre dos partes mediante el cual una paga a la otra para que esta segunda asesine a un tercero, aun no existiendo engaño o fraude y aun habiéndose contratado con pleno conocimiento y voluntariedad por ambas partes, sería un contrato nulo por ir en contra del orden público y haberse efectuado en perjuicio de terceros"
En su capítulo sobre "Intentos de justificar legalmente la banca de reserva fraccionaria", Huerta de Soto considera la posibilidad "de que cierto grupo de clientes bancarios (o por el argumento, todos ellos) celebren un contrato de depósito consciente y totalmente aceptado. que los bancos invertirán (o prestarán, etc.) una gran parte del dinero que depositen " En este caso, argumenta Huerta de Soto, "la supuesta autorización de los depositantes carece de validez legal" porque pocos laicos entienden la inestabilidad inherente a la banca de reserva fraccionaria: creen que su depósito está garantizado, lo que Huerta de Soto considera un (casi universal) concepto erróneo. Como evidencia de los verdaderos deseos de los depositantes, cita los disturbios que se produjeron cuando los bancos suspendieron los pagos durante la Crisis económica argentina (1998-2002) .

### Dinero y banca
Andre Azevedo Alves y José Moreira afirman que Huerta de Soto ha escrito el "análisis más completo e integrado de las teorías bancarias" de la Escuela de Salamanca.

### Reconocimientos académicos internacionales
- En 1983 recibió de su Majestad el Rey el Premio Internacional de Estudios Económicos Rey Juan Carlos.[27]
- En 2005 recibió El Premio Adam Smith concedido por el C.N.E. de Bruselas. [cita requerida]
- En 2006 recibió El Premio Franz Cuhel Memorial Prize for Excellence in Economic Education concedido por la Universidad de Economía de Praga. [cita requerida]
- En 2009 recibió El Premio Gary G. Schlarbaum Prize for Liberty (Salamanca, 2009).[28]
- En 2009 recibió la Medalla de Foment del Treball Nacional (Barcelona, 2009).[cita requerida]
- El 21 de junio de 2013 recibió la Gold Hayek's Medal en la Universidad de Göttingen.(Alemania).
- En 2016 recibió El Premio Juan de Mariana por su trayectoria ejemplar en defensa de la libertad.[29]

### Doctorados honoris causa
- En 2009 la Universidad Francisco Marroquín le otorgó su primer doctorado honoris causa en Ciencias Sociales.[30]
- En 2010 la Universidad Alexandru Ioan Cuza de Iasi (Rumania, 2010) le otorgó un doctorado honoris causa en Economía.[31]
- En 2011 la Universidad Financiera del Gobierno de la Federación Rusa le otorgó un doctorado honoris causa en Economía que recibió en Moscú.[32]

El 27 de abril de 2025 fue creado Comendador de la Orden de Mayo al Mérito en el Salón Blanco de la Casa Rosada por el presidente argentino Javier Milei.

## Libros
- Planes de pensiones privados (1984).
- Lecturas de economía política, ed. (3 vols, 1984 - 1987).
- Socialismo, cálculo económico y función empresarial (1992).
- Estudios de economía política (1994).
- Dinero, crédito bancario y ciclos económicos (1998).
- La escuela austriaca: mercado y creatividad empresarial (2000).
- Nuevos estudios de economía política (2002).
- Ahorro y previsión en el seguro de vida (2006).
- The Theory of Dynamic Efficiency (2009).
- Fraude. Por qué la gran recesión (2012), documental realizado con la productora Amagifilms.
- En defensa del Euro (2013), basado en su ensayo bajo el mismo título, realizado con la productora Amagifilms.
- Ensayos de economía política (2014).
- Nuevos ensayos de economía política (2024).
- Statism and the Economy: The Deadliest Virus (2024).

## Documentales
- "Fraude. Por qué la gran recesión" (2012) documental realizado con la productora Amagifilms.
- "En defensa del Euro" (2013) basado en su ensayo bajo el mismo título, realizado con la productora Amagifilms.
- “Ni es justicia, ni es social” (2021) una coproducción de Value School con la productora Amagifilms.